# Free State
Free State (tiếng Afrikaans: Vrystaat, tiếng Sotho: Foreistata) - trước năm 1995 còn gọi là Orange Free State - là một tỉnh của Nam Phi. Tỉnh lị là Bloemfontein, và cũng là thủ đô tư pháp của Nam Phi. Lịch sử của tỉnh có nguồn gốc từ Orange Free State, Cộng hòa Boer. Ranh giới hiện nay của tỉnh hình thành từ năm 1994 khi các Bantustans (khu cách li chủng tộc) được bãi bỏ và Nam Phi được chia thành các tỉnh mới. Free State là tỉnh duy nhất của Nam Phi không có ranh giới thay đổi, ngoại trừ khi hợp thành các Bantustans.

## Địa lý
Free State nằm trên một vùng bồn địa bằng phẳng và rộng lớn ở trung tâm của Nam Phi. Đất đai màu mỡ và khí hậu thuận lợi đã giúp cho ngành nông nghiệp của tỉnh phát triển thịnh vượng. Với trên 30.000 trang trại, tỉnh cung cấp trên 70% ngũ cốc của đất nước. Tỉnh nằm ở vị trí cao, và hầu hết các khu vực nằm trên 1.000 mét so với mực nước biển. Drakensberg và Dãy núi Maluti có các đỉnh cao trên 2.000 m ở phía đông. Free State nằm ở trung tâm của Khối đá Karoo, bao gồm đá phiến sét, đá bùn, sa thạch và bazan Drakensberg Basalt tạo thành những khối đá trẻ nhất. Trầm tích khoáng sản khá dồi dào, với vàng và kim cương là những loại quan trọng nhất, hầu hết được tìm thấy ở phía bắc và phía tây của tỉnh.

## Hành chính

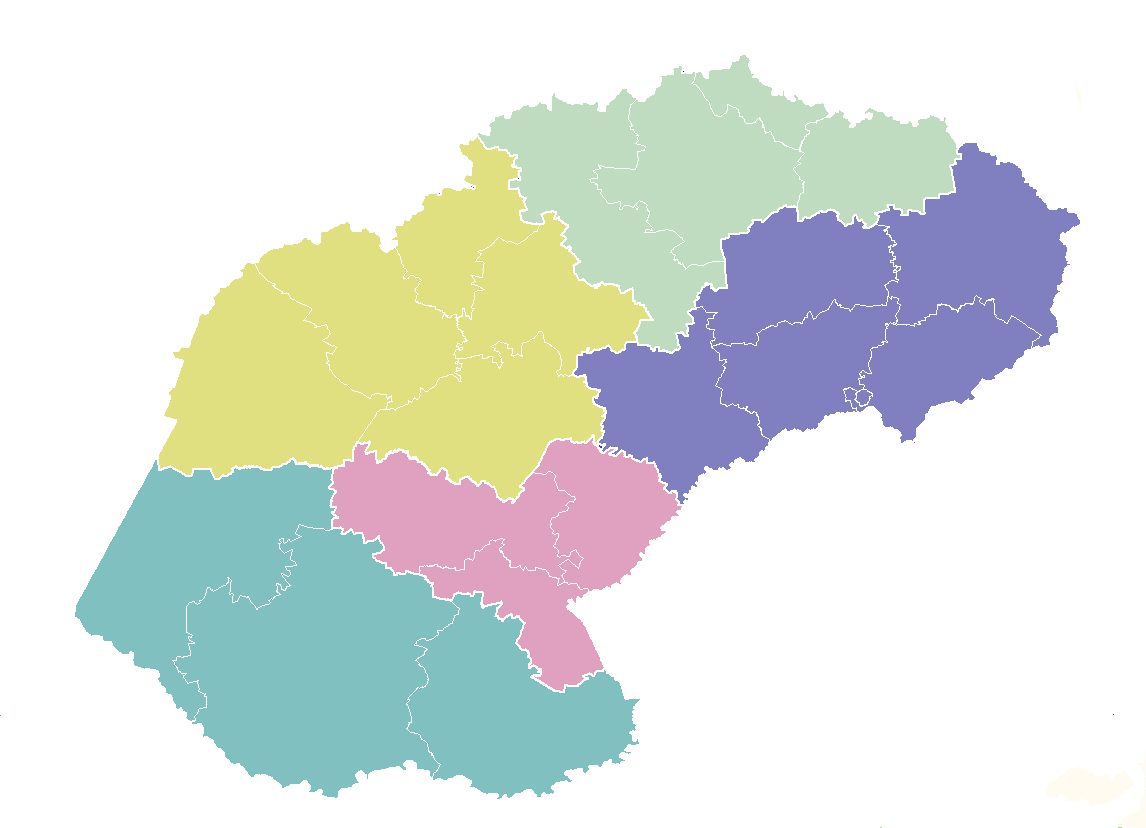
Các quận của Free State: Fezile Dabi (lục nhạt), Thabo Mofutsanyane (lam), Motheo (hồng), Xhariep (lục lam), Lejweleputswa (vàng)

Free State được chia thành 5 quận, và được chia tiếp thành 20 khu tự quản địa phương:
| - Fezile Dabi - Moqhaka - Ngwathe - Metsimaholo - Mafube | - Thabo Mofutsanyane - Maluti a Phofung - Dihlabeng - Setsoto - Nektoana - Phumelela | - Motheo - Mangaung - Mantsopa - Naledi | - Xhariep - Kopanong - Letsemeng - Mohokare | - Lejweleputswa - Matjhabeng - Nala - Masilonyana - Tswelopele - Tokologo |

## Đô thị chính
Free State có các đô thị chính sau:
- Bloemfontein thuộc Motheo
- Bethlehem thuộc Thabo Mofutsanyane
- Sasolburg, Parys và Kroonstad thuộc Fezile Dabi
- Welkom, Odendaalsrus và Virginia thuộc Lejweleputswa

## Kinh tế

### Nông nghiệp
Nông nghiệp là phong cảnh chủ yếu tại Free State, với diện tích đất trồng trọt là 32.000 km², và các thảo nguyên và đồng cỏ tự nhiên cho chăn thả gia súc chiếm diện tích 87.000 km² của tỉnh. Free State cũng dẫn đầu Nam Phi về nhiên liệu sinh học, và một số nhà máy sản xuất ethanol đang được xây dựng tập trung ở khu vực miền tây của tỉnh.
Hoa lợi ngũ cốc chiếm tới 2/3 tổng sản phẩm nông nghiệp của tỉnh. Sản phẩm chăn nuôi đóng góp thêm 30%. 90% anh đào được sản xuất tại quận Ficksburg, và cũng là nơi có hai nhà máy đòng hộp măng tây lớn nhất nước. Đỗ tương (đậu nành), lúa miến, hướng dương và lúa mì được trồng ở miền đông Free State, nơi những người nông dân đã được chuyên môn hóa. Khoảng 40% sản lượng khoai tây của Nam Phi đến từ các khu vực cao trong tỉnh.
Rau xanh chính của nông nghiệp Free State là măng tây, cả loại màu trắng và màu lam. Mặc dù nghề làm vườn đang được mở rộng với định hướng xuất khẩu thế nhưng hầu hết các sản phẩm được đem ra khỏi tỉnh mà vẫn chưa được chế biến.
Thuận lợi của Free State trong nghề trồng hoa là sự tương phản giữa khí hậu Bắc và Nam bán cầu. Tỉnh xuất khẩu khoảng 1,2 triệu tấn hoa mỗi năm.

### Khai mỏ
Free State cũng khá giàu khoáng sản và được cho là chiếm 20% sản lượng vàng của cả thế giới. Harmony và Rand là hai nhà máy luyện vàng duy nhất tịa Nam Phi. Các mỏ vàng tại Free State cũng cung cấp một phần đáng kể tổng sản lượng bạc trong nước (hai kim loại này thường lẫn với nhau), ngoài ra cũng có thể khai thác urani tại các cuội kết chứa vàng ở các vỉa vàng.
Than đá có chứa Bitum cũng được khai thác, và được sử dụng trong hóa dầu tại Sasolburg. Free State cũng cung cấp kim cương chất lượng cao từ các khe nứt hay mạch ống quặng, và có trữ lượng bentonit lớn nhất nước là tại quận Koppies.

### Công nghiệp
Từ năm 1989, kinh tế Free State đã chuyển từ phụ thuộc vào các lĩnh vực chính như khai mỏ và nôn nghiệp sang một nền kinh tế hướng đến chế tạo và xuất khẩu. Khoảng 14% sản phẩm chế tọa của tỉnh được phân loại là thuộc công nghệ cao – tỉ lệ cao nhất trong tất cả các tỉnh. Ngành hóa chất ở miền bắc Free State được coi là một trong những ngành hóa chất quan trọng nhất tịa Nam bán cầu. Công ty hóa dầu Sasol, trụ sở tại Sasolburg, dẫn đầu thế giới trong sản xuất nhiên liệu, sáp, hóa chất và nguyên liệu giá thấp từ than đá.

### Du lịch
Ở đông bắc Free State, nép mình trong những đỉnh núi đá của dãy Maluti, Công viên Quốc gia Cao nguyên Golden Gate là nơi thu hút du lịch chủ yếu trong tỉnh. Công viên lấy tên từ những thay đổi ánh sánh lấp lánh của vàng dưới ánh sáng mặt trời trên những vách đá sa thạch hùng vĩ, đặc biệt ấn tượng mạnh là Brandwag hay Đá Sentinel.

## Nhân khẩu
| <1 /km² 1–3 /km² 3–10 /km² 10–30 /km² 30–100 /km² |  | 100–300 /km² 300–1000 /km² 1000–3000 /km² >3000 /km² |

| Afrikaans tiếng Anh tiếng Xhosa tiếng Zulu |  | tiếng Sotho tiếng Tswana Không ngôn ngữ nào chiếm đa số |

Mật độ dân số tại Free State

Ngôn ngữ tại nhà tại Free State

Tiếng Sotho là ngôn ngữ chủ yếu được sử dụng tại nhà trên toàn tỉnh. Tiếng Zulu là ngôn ngữ chủ yếu tại khu tự quản cực đông Phumelela. Tiếng Tswana là ngôn ngữ chính tại Tokologo ở tây bắc, và khu vực xung quanh Thaba Nchu. Đây là tỉnh duy nhất tại Nam Phi có đa số cư dân nói tiếng Sotho. Afrikaans được nói rộng rãi khắp tỉnh, là ngôn ngữ thứ nhất của phần lớn người da trắng và da màu và là ngôn ngữ thứ hai hay thứ ba của những người nói tiếng Sotho, Tswana và Zulu. Mặc dù số người sử dụng tiếng Anh như là ngôn ngữ thứ nhất đã giảm tương đối, nó vẫn đang gia tăng tính quan trọng vì là ngôn ngữ của thương mại và hành chính.

### Dân tộc
Mặc dù hiện chỉ còn chiếm 10% dân số, người da trắng tại Free State là dân tộc có ảnh hưởng nhất. Phần lớn người da trắng tại Free State là người nói tiếng Afrikaans. Năm 1880 người da trắng từng chiếm tới 45,7% tổng dân số. Nâm 1904 tỉ lệ này giảm xuống 36,8%. Trong 142.679 cư dân năm 1904, chỉ có 60% được sinh ra tại tỉnh. Trong số 2726 người Âu sinh ngoài Anh Quốc, 1025 đến từ Ba Lan thuộc Nga. Năm 1904 chiếm đa số tại hầu hết các khu định cư, có tên là Ficksburg (52,3%), Wepener (60,2%) Ladybrand (60,0%) và Kroonstad (51,6%), và là thiểu số đáng kể tại Bloemfontein (45,7%) và Winburg (36,3%).

## Giáo dục
- Đại học
  - Đại học Free State (Bloemfontein)
  - Đại học Công nghệ Trung ương (Bloemfontein, Welkom)